# Dendrobium lueckelianum
Dendrobium lueckelianum là một loài thực vật có hoa trong họ Lan. Loài này được Fessel & M.Wolff mô tả khoa học đầu tiên năm 1990.